# Fornkyrkoslaviska Wikipedia
Fornkyrkoslaviska Wikipedia, eller Gammalkyrkoslaviska Wikipedia, (Словѣньска Википєдїꙗ) är upplagan av Wikipedia på fornkyrkoslaviska.